# Institut national de physique et de technologie de Kharkiv
L'Institut national de physique et de technologie de Kharkiv (anciennement Institut ukrainien de physique et de technologie) est le plus ancien et le plus important centre de recherche en Ukraine.

## Histoire
Situé à Kharkiv, le centre a été fondé par Abram Ioffe en 1928.
En 1931, Lev Choubnikov (en) a créé le laboratoire des basses températures. Avec Riabinine, Choubnikov a découvert les supraconducteurs de type II en 1935,.
L'institut a subi les purges staliniennes en 1938. Celles-ci ont touché Lev Landau, Iouri Rumer (en) et Moïsseï Korets.
Dans le programme soviétique d'armes nucléaires, l'institut était désigné sous le nom de « laboratoire n°1 ».

## Activités
L'institut regroupe environ 400 personnes travaillant dans les domaines suivants :
- Physique du solide. Effets des rayonnements. Technologie des matériaux.
- Physique des plasmas et fusion contrôlée.
- Physique nucléaire, interactions électromagnétiques, accélérateurs d'électrons.
- Hautes puissances pulsées. Accélérateurs d'ions lourds. Nouvelles techniques d'accélération.
- Physique théorique.

Ces études se font en collaboration avec de nombreux laboratoires dans le monde et organismes internationaux (AIAA, CERN, Jefferson Laboratory, Institut unifié de recherches nucléaires).

## Personnalités ayant appartenu au centre
- Alexandre Akhiezer
- Naum Akhiezer
- Semion Braude
- Dmitri Ivanenko
- Fritz Houtermans
- Edouard Kouraïev (en)
- Igor Kourtchatov
- Lev Landau
- Oleg Lavrentiev
- Alexandre Leïpounski (en)
- Ilya Lifchitz
- Evgueni Lifchits
- Boris Podolsky
- Isaac Pomerantchouk
- Lev Choubnikov (en)
- Kirill Sinelnikov (en)